# Кальпурнии Пизоны
Пизо́н (лат. Piso) — когномен, который носили представители одной из ветвей римского плебейского рода Кальпурниев (лат. Calpurnii). Они возводили своё происхождение к одному из сыновей второго царя Рима Нумы Помпилия, но первые носители когномена, упоминающиеся в источниках, относятся ко II веку до н. э. С определённого момента все Пизоны носили второй когномен — либо Фруги, либо Цезонин (от имени Цезония). В 261 году некто Пизон ненадолго захватил императорскую власть; о его связи с Кальпурниями ничего не известно.